# Олександр де Балскот

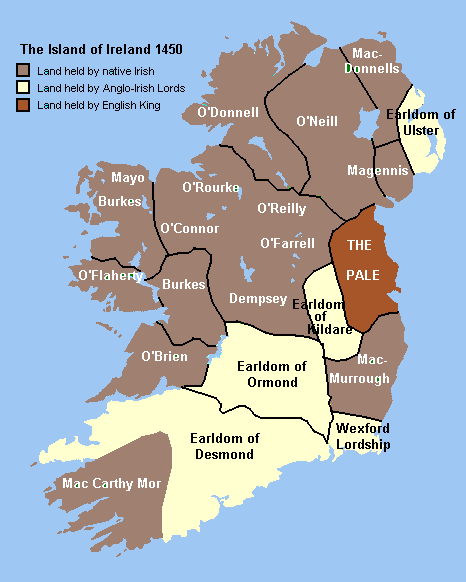
Ірландія в середні віки. Показані англійські володіння, володіння графів Ормонд та Фіцджеральд, володіння незалежних ірландських кланів та королівств.

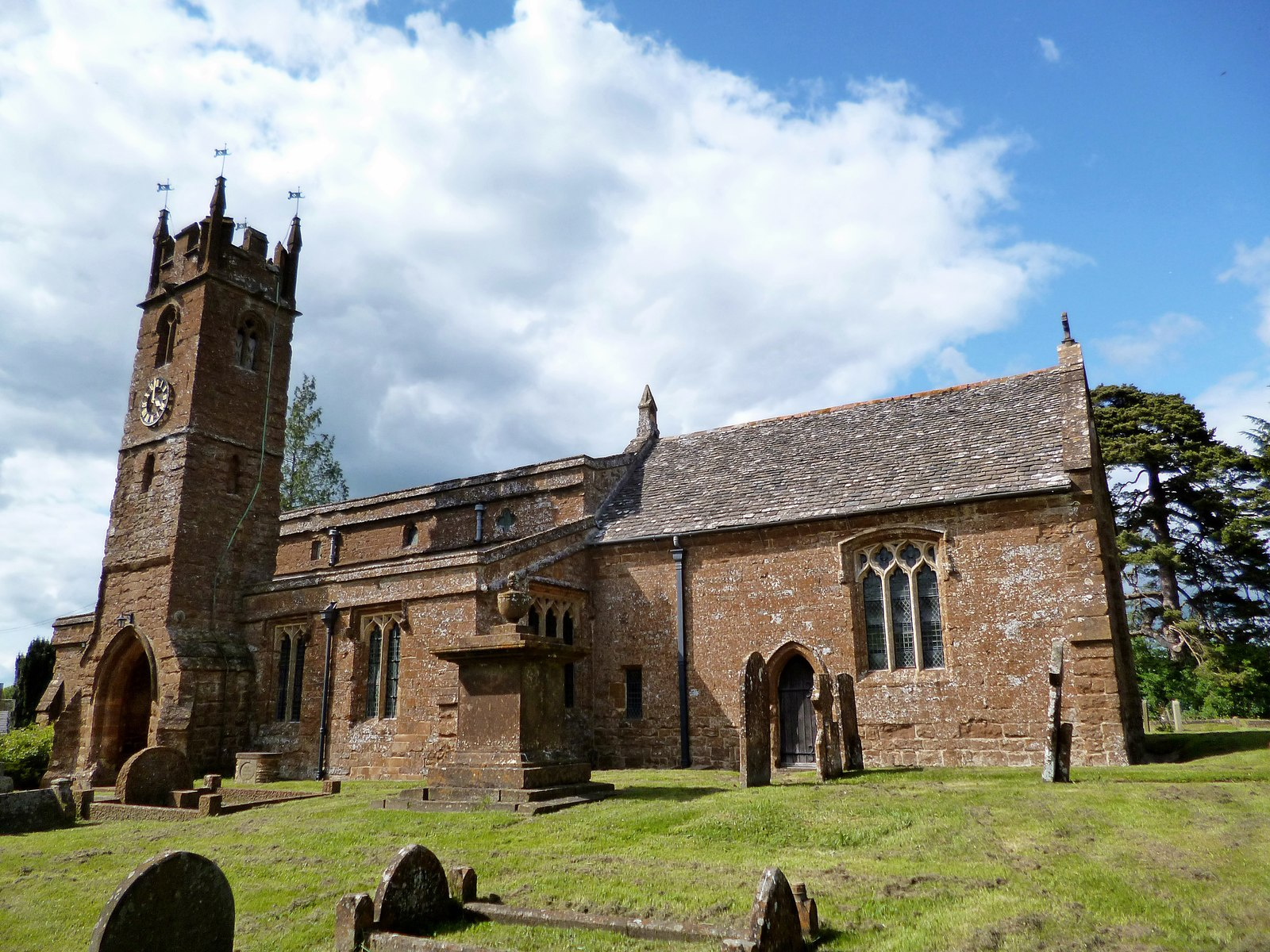
Церква в Балскоті.

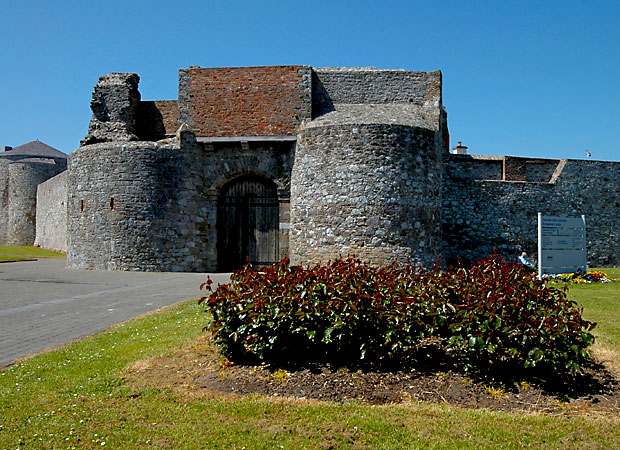
Замок Дунгарван.

Герб єпископів Осоорі.

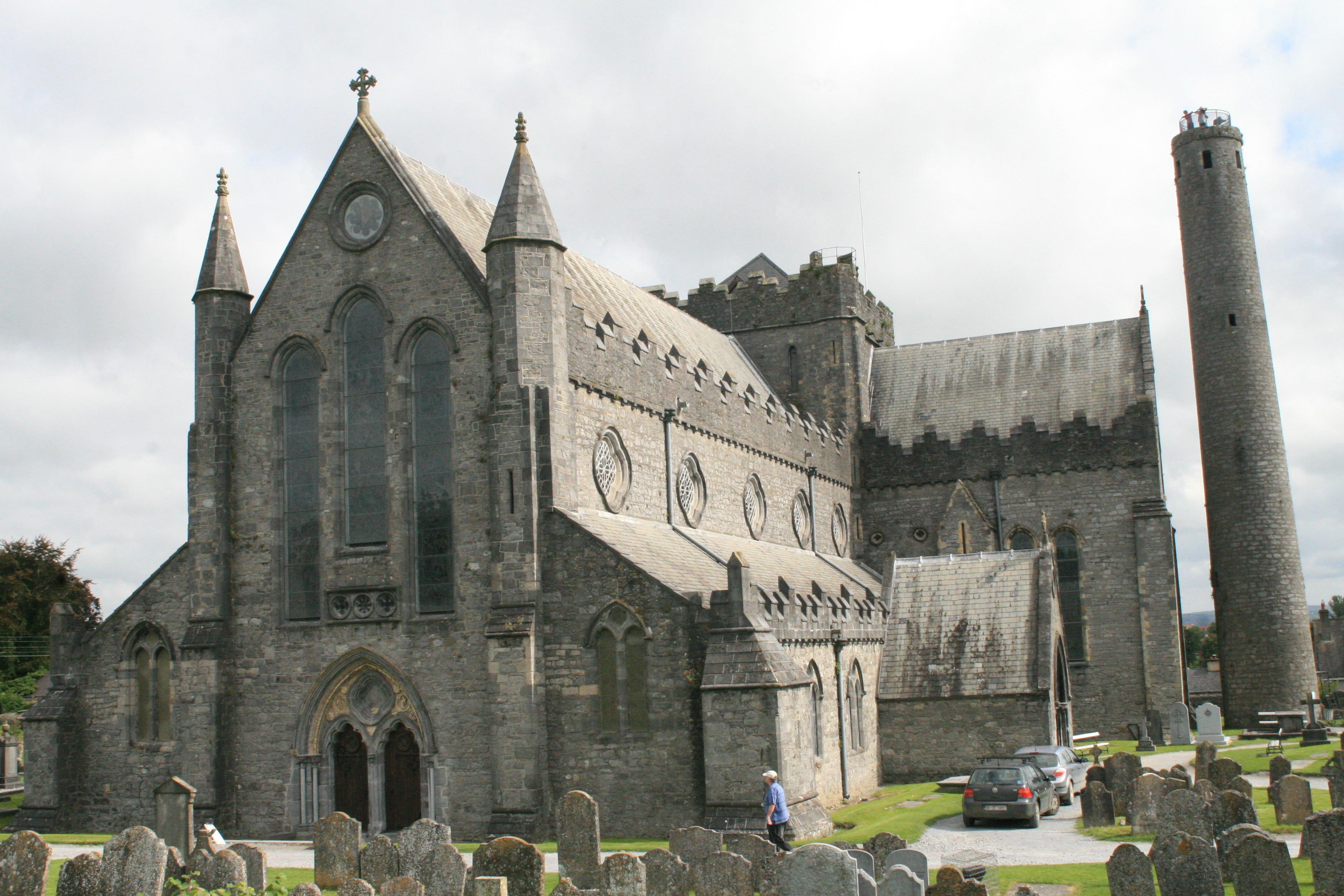
Собор Святого Кеніса, Кілкенні, місце єпископства Оссорі.

Олександр де Балскот, також відомий як Олександр Петі (англ. - Alexander de Balscot, Alexander Petit) (помер 1400 р.) – відомий ірландський священик, політик, державний та церковний діяч, суддя англійського походження, єпископ Оссорі, Єпископоп Міта, скарбник Ірландії, лорд-канцлер Ірландії [1]. 

## Життєпис

### Родина
Олександр де Балскот народився в Балскоті, що в Оксфордширі, Англія. Ніколас де Балскот - головний барон казначейства Ірландії в 1313 - 1319 роках, ймовірно, був його двоюрідним братом, хоча належав до більш раннього покоління. Джон Балскот, заступник лорда-скарбника Ірландії в 1354 році, і Ральф Балскот, клерк на королівській службі, також могли бути його родичами.

### Єпископ
Вперше про Олександра де Балскота повідомляють в Ірландії в 1358 році. Він став вікарієм Дангарвана в 1359 році, єпископом Оссорі в 1371 році і єпископом Міта в 1386 році. Його критикували за витрати великих сум грошей, щоб вплинути на його обрання на Престол Оссорі, і за відвідування Святого Престолу без дозволу, але він отримав королівське помилування для покриття будь-яких можливих його протиправних дій [1]. 

### Державний діяч
Олександр де Балскот був призначений скарбником Ірландії в 1372 і знову був на цій посаді в 1376 – 1377 роках. Він виконував обов’язки юстиціарія Ірландії в 1379 році, але не був призначений на цю посаду через погане здоров’я [1]. У 1377 році він і Джон Бреттан, барон казначейства Ірландії, були зайняті справами короля Англії в Манстері, Ірландія [2], хоча Таємна Рада відмовила в їх подальшому проханні переїхати до Англії, щоб доповісти про справи королю Англії та Ірландії Едуарду III [2]. У 1378 році він звернувся до Корони з проханням вимагати призначення Джона Ворнера на посаду верховного шерифа графства Корк і не втручатися в його справи. Річард II призначив його лорд-канцлером Ірландії у 1386 році. Він був ключовим членом ірландського уряду найвидатнішого королівського фаворита Роберта де Вера, герцога Ірландії. Після поразки де Вера в битві біля мосту Редкот у 1388 році Олександр де Балскот був звільнений з посади разом із більшістю його колег, включаючи Джона Стенлі, лорд-лейтенанта Ірландії, Джеймса Батлера, ІІІ графа Ормонда, губернатора та сера Роберта Крулла, верховного лорд-скарбника Ірландії. Пізніше того ж року король Річард II знову призначив їх усіх на старі посади [4].
Олександр де Балскот згодом також виконував обов’язки лорд-канцлера Ірландії та юстиціарія Ірландії до своєї смерті в 1400 році. У 1395 році король звільнив його від обов’язків лорд-канцлера Ірландії через старість [5]. У 1399 році він звернувся до короля з довгою та песимістичною промовою про стан справ в Ірландії: «Немає солдатів для захисту цього королівства і немає грошей, щоб заплатити за них... Король не має прибутку від цього королівства... Вороги [наші] сильні, зарозумілі та мають велику силу... Англійські повстанці є союзниками [наших] ірландських ворогів» [6].

### Останні роки
Олександ де Балскот помер у своїй офіційній резиденції в Ардбраккані, графство Міт, і був похований у Трімі в абатстві Святої Марії, Трім. Його політика полягала в тому, щоб підкупити гельські клани в Пейлі та навколо нього, щоб якось укласти мир з ірландськими повстанцями [1]. Він був сильним союзником англо-ірландських магнатів і виступав проти призначення англійців на посади в Ірландії. Він неодноразово, але безуспішно закликав Корону надати більше підтримки ірландцям.

### Репутація
Історик Елрінгтон Болл описує його як людину великої мудрості й освіченості. Частину своєї кар’єри він був у немилості, але йому завжди повертали впливову позицію, оскільки його поради вважалися незамінними [7]. Історик О’Фланаган [8] так само говорить про його надзвичайну високу репутацію мудрого й освіченого політика і священика.